# Kenneth Branagh
Kenneth Charles Branagh (ur. 10 grudnia 1960 w Belfaście) – brytyjski aktor, reżyser i scenarzysta. Wszechstronnie uzdolniony filmowiec, znany głównie dzięki swym adaptacjom sztuk Williama Szekspira. Sukcesy w repertuarze szekspirowskim odnosił już na scenach teatralnych – w latach 80. należał do zespołu prestiżowej The Royal Shakespeare Company.

## Życiorys

### Wczesne lata
Urodził się w Belfaście jako drugie z trójki dzieci, w rodzinie protestanckiej Frances (z domu Harper) i Williama Branagha, hydraulika i stolarza, który prowadził firmę wyspecjalizowaną w dopasowywaniu ścianek działowych i sufitów podwieszanych. W wieku dziewięciu lat przeprowadził się z rodziną do Reading, w hrabstwie Berkshire, by uciec przed konfliktem w Irlandii Północnej. Kształcił się w Grove Primary School, Whiteknights Primary School, a następnie w Meadway Comprehensive School w Tilehurst, gdzie wziął udział w przedstawieniach: Pan Ropuch (Toad of Toad Hall) A.A. Milne'a i Rozkoszna wojna (Oh, What a Lovely War!) Joan Littlewood. W szkole uzyskał Received Pronunciation, aby uniknąć zastraszania. Był zapalonym członkiem ruchu amatorskiego Reading Cine & Video Society (obecnie nazywanego Reading Film & Video Makers).

### Kariera
Studia w londyńskiej Royal Academy of Dramatic Art dały początek błyskotliwej karierze. Młody aktor wielokrotnie cieszył się uznaniem, szczególnie w 1980 grał za tytułową rolę duńskiego księcia w przedstawieniu Hamlet dla królowej Elżbiety II, podczas jednej z jej rzadkich wizyt w akademii, i zdobył za swoją pracę pożądaną przez szkołę nagrodę Bancroft Award.
W 1981 pojawił się jako student Uniwersytetu w Cambridge w dramacie Hugh Hudsona Rydwany ognia (Chariots of Fire) z udziałem Iana Charlesona, Bena Crossa i Iana Holma. Rok potem trafił na mały ekran jako Billy Martin w serialu BBC Play for Today (1982–1984) oraz jako Charles Tansley w dramacie BBC Do latarni morskiej (To the Lighthouse, 1983) u boku Rosemary Harris, Michaela Gougha i Simona Duttona.
Po ukończeniu studiów odniósł dalsze sukcesy na scenie West End, gdzie w 1982 u boku Ruperta Everetta grał rolę skonfliktowanego ucznia Tommy’ego Judda w spektaklu Inny kraj (Another Country), za którą zdobył nagrodę Society of West End Theatres dla najbardziej obiecującego nowicjusza i otrzymał Laurence Olivier Award.
Branagh stał się znany ze swoich adaptacji filmowych Williama Szekspira. Na ekrany kinowe przeniósł następujące utwory angielskiego dramaturga:  Henryk V (1989; nominacja do Oscara w kategoriach: reżyseria, najlepszy aktor), Wiele hałasu o nic (1993), Hamlet (1996; nominacja do Oscara w kategorii: scenariusz adaptowany), Stracone zachody miłości (2000) i Jak wam się podoba (2006). Kandydował też do roli Obi-Wana Kenobiego w trylogii Gwiezdne wojny.
Bardzo często gra główne role w swoich dziełach, występuje także w filmach innych reżyserów. Pojawił się m.in. w drugiej części przygód Harry’ego Pottera, Harry Potter i Komnata Tajemnic oraz Polowaniu na króliki Phillipa Noyce’a (2002). W wyreżyserowanych przez siebie filmach kryminalnych na podstawie powieści Agathy Christie – Morderstwo w Orient Expressie (Murder on the Orient Express, 2017), Śmierć na Nilu (Death on the Nile, 2021) i Duchy w Wenecji (A Haunting in Venice, 2023) wystąpił jako belgijski detektyw Herkules Poirot. W serialu BBC One / BBC HD Wallander (2008-2016) zagrał rolę komisarza Kurta Wallandera.

## Życie prywatne
W latach 1985–1987 spotykał się z Joely Richardson. W lipcu 1987 związał się z Emmą Thompson. Pobrali się 20 sierpnia 1989. Jednak 1 października 1995 rozwiedli się. Od października 1993 do stycznia 1999 był związany z Heleną Bonham Carter. Spotykał się także z Alicią Silverstone (1998 do października 1999). W 1999 związał się z Lindsay Brunnock, z którą się ożenił 24 maja 2003.

## Filmografia

### Aktor i reżyser kinowy
| Rok  | Tytuł polski                    | Tytuł oryginalny                        | Rola                                           | Uwagi                                    |
| ---- | ------------------------------- | --------------------------------------- | ---------------------------------------------- | ---------------------------------------- |
| 1981 | Rydwany ognia                   | Chariots of Fire                        | artysta                                        | Debiut filmowy, niewymieniony w czołówce |
| 1985 | Coming Through                  | Coming Through                          | David Herbert Lawrence                         |                                          |
| 1987 | Pełnia sezonu                   | High Season                             | Rick                                           |                                          |
| 1987 | Miesiąc na wsi                  | A Month in the Country                  | Charles Moon                                   |                                          |
| 1989 | Henryk V                        | Henry V                                 | Henryk V                                       | reżyser i autor scenariusza              |
| 1991 | Umrzeć powtórnie                | Dead Again                              | Mike Church Roman Strauss                      | reżyser                                  |
| 1992 | Przyjaciele Petera              | Peter’s Friends                         | Andrew                                         | reżyser                                  |
| 1993 | Dzieci swinga                   | Swing Kids                              | Oficer SS                                      |                                          |
| 1993 | Wiele hałasu o nic              | Much Ado About Nothing                  | Seigneur Benedick                              | reżyser i autor scenariusza              |
| 1994 | Frankenstein                    | Mary Shelley’s Frankenstein             | Victor Frankenstein                            | reżyser                                  |
| 1995 | Otello                          | Othello                                 | Jago                                           |                                          |
| 1996 | Sposób na Szekspira             | Looking for Richard                     | w roli siebie samego                           |                                          |
| 1996 | Hamlet                          | Hamlet                                  | Hamlet                                         | reżyser i autor scenariusza              |
| 1998 | Fałszywa ofiara                 | The Gingerbread man                     | Rick Magruder                                  |                                          |
| 1998 | Grzeszna propozycja             | The Proposition                         | Ojciec Michael McKinnon                        |                                          |
| 1998 | Celebrity                       | Celebrity                               | Lee Simon                                      |                                          |
| 1998 | Sztuka latania                  | The Theory of Flight                    | Richard                                        |                                          |
| 1998 | The Dance of Shiva              | The Dance of Shiva                      | płk. Evans                                     | Krótkometrażowy                          |
| 1999 | Bardzo dziki zachód             | Wild Wild West                          | Dr. Arliss Loveless                            |                                          |
| 2000 | Jak zabić psa sąsiada?          | How to Kill Your Neighbor’s Dog         | Peter McGowan                                  |                                          |
| 2000 | Stracone zachody miłości        | Love’s Labour’s Lost                    | Berowne                                        | reżyser i autor scenariusza              |
| 2002 | Alien Love Triangle             | Alien Love Triangle                     | Steven Chesterman                              | Krótkometrażowy                          |
| 2002 | Polowanie na króliki            | Rabbit-Proof Fence                      | Auber Octavius Neville                         |                                          |
| 2002 | Harry Potter i Komnata Tajemnic | Harry Potter and the Chamber of Secrets | Gilderoy Lockhart                              |                                          |
| 2004 | Pięcioro dzieci i „coś”         | Five Children and It                    | wujek Albert                                   |                                          |
| 2007 | Pojedynek                       | Sleuth                                  | Mężczyzna wypytywany przez Edwarda Blacka w TV | niewymieniony w czołówce; reżyser        |
| 2008 | Walkiria                        | Valkyrie                                | Henning von Tresckow                           |                                          |
| 2009 | Radio na fali                   | The Boat That Rocked                    | Minister Dormandy                              |                                          |
| 2011 | Mój tydzień z Marilyn           | My week with Marilyn                    | sir Laurence Olivier                           |                                          |
| 2014 | Jack Ryan: Teoria chaosu        | Jack Ryan: Shadow Recruit               | Viktor Cherevin                                | reżyser                                  |
| 2017 | Dunkierka                       | Dunkirk                                 | Komandor Bolton                                |                                          |
| 2017 | Morderstwo w Orient Expressie   | Murder on the Orient Express            | Hercule Poirot                                 | reżyser                                  |
| 2020 | Tenet                           | Tenet                                   | Andrei Sator                                   |                                          |
| 2022 | Śmierć na Nilu                  | Death on the Nile                       | Hercules Poirot                                | reżyser                                  |
| 2023 | Oppenheimer                     | Oppenheimer                             | Niels Bohr                                     |                                          |
| 2023 | Duchy w Wenecji                 | A Haunting in Venice                    | Hercules Poirot                                | reżyser                                  |

### Aktor telewizyjny
| Rok  | Tytuł polski Tytuł oryginalny       | Rola                    | Uwagi     |
| ---- | ----------------------------------- | ----------------------- | --------- |
| 1981 | Play for Today                      | Billy (występ gościnny) | Serial TV |
| 1981 | Maybury                             | Robert Clyde Moffat     | Serial TV |
| 1982 | Easter 2016                         | student                 |           |
| 1982 | Too Late to Talk To Billy           | Billy Martin            |           |
| 1983 | A Matter of Choice for Billy        | Billy Martin            |           |
| 1983 | To the Lighthouse                   | Charles Tansley         |           |
| 1984 | Boy in the Bush                     | Jack Grant              | Serial TV |
| 1984 | A Coming to Terms for Billy         | Billy Martin            |           |
| 1986 | Ghosts                              | Oswald                  |           |
| 1987 | The Lady’s Not for Burning          | Thomas Mendip           |           |
| 1987 | Koleje wojny (Fortunes of War)      | Guy Pringle             | Serial TV |
| 1988 | Strange Interlude                   | Gordon Evans            |           |
| 1988 | Thompson                            | różne role              | Serial TV |
| 1989 | Miłość i gniew                      | Jimmy Porter            |           |
| 1995 | Shadow of a Gunman                  |                         |           |
| 2001 | Ostateczne rozwiązanie (Conspiracy) | Reinhard Heydrich       | Film TV   |
| 2002 | Shackleton                          | sir Ernest Shackleton   |           |
| 2008 | Wallander                           | Kurt Wallander          | Serial TV |

### Dubbing i narracja
| Rok  | Tytuł polski Tytuł oryginalny                       | Rola                          | Uwagi |
| ---- | --------------------------------------------------- | ----------------------------- | --- |
| 1995 | Anne Frank Remembered                               | narrator                      | Film dokumentalny o życiu Anny Frank, Film uhonorowany Oscarem w kategorii Najlepszy pełnometrażowy film dokumentalny w roku 1996       |
| 1997 | Great Composers                                     | narrator                      | Serial dokumentalny o życiu najsłynniejszych kompozytorów                                                                               |
| 1998 | Zimna wojna Cold War                                | narrator                      | Serial dokumentalny opowiadający historię świata w latach 1945–1989, w czasach tzw. Zimnej wojny                                        |
| 1998 | Universal Horror                                    | narrator                      | Film dokumentalny o horrorach |
| 1999 | Wędrówki z dinozaurami Walking With Dinosaurs       | narrator w wersji angielskiej | Sześcioodcinkowy serial dokumentalny o dinozaurach                                                                                      |
| 1999 | The Periwig-Maker Der Perückenmacher                | Periwig-Maker (głos)          | Niemiecki krótkometrażowy film animowany, nominowany do nagrody Oscara w roku 2001 w kategorii Najlepszy krótkometrażowy film animowany |
| 2000 | Droga do El Dorado The Road to El Dorado            | Miguel (głos)                 | Animowany film przygodowy |
| 2001 | Ballada o Wielkim Alu The Ballad of Big Al          | narrator w wersji angielskiej | Film dokumentalny o domniemanych losach allozaura Wielkiego Ala, żyjącego 145 milionów lat temu                                         |
| 2001 | Wędrówki z bestiami Walking with Beasts             | narrator w wersji angielskiej | Kontynuacja serialu Wędrówki z dinozaurami, opowiadająca o losach świata po wyginięciu dinozaurów                                       |
| 2003 | World War 1 in Colour                               | narrator                      | Serial dokumentalny przedstawiający dzieje I wojny światowej poprzez pokolorowane materiały dokumentalne                                |
| 2004 | Cecil B. DeMille: American Epic                     | narrator                      | Film dokumentalny o życiu Cecila B. DeMille’a, amerykańskiego filmowca                                                                  |
| 2005 | Zanim przywędrowały dinozaury Walking with Monsters | narrator                      | Serial dokumentalny o czasach przed pojawieniem się dinozaurów (od kambru do triasu)                                                    |

### Reżyser
| Rok  | Tytuł polski Tytuł oryginalny                        | Kraj(e)                                       | Scenariusz                                                                                           | Główne role                                                                              | Opis |
| ---- | ---------------------------------------------------- | --------------------------------------------- | --- | ---------------------------------------------------------------------------------------- | --- |
| 1988 | Wieczór Trzech Króli Twelfth Night, or What You Will | Wielka Brytania                               | Kenneth Branagh (na podstawie Wieczoru Trzech Króli Williama Szekspira)                              | Richard Briers Caroline Langrishe Frances Barber Anton Lesser                            | Film telewizyjny wyreżyserowany wraz z Paulem Kafno. Debiut reżyserski Branagha. Viola rozbija się wraz ze swoim bratem bliźniakiem, Sebastianem u wybrzeży Illyrii. Rodzeństwo traci ze sobą kontakt i nie potrafi się odnaleźć. Viola przebiera się za mężczyznę i rozpoczyna służbę na dworze księcia Orsino, zakochanego w pięknej damie, Olivii. Książę postanawia użyć rozbitka jako posłańca między nimi. Olivia, wierząc, że Viola jest mężczyzną, zakochuje się w niej. Ta zaś podkochuje się w księciu, który uznaje ją za swoją powierniczkę. Kiedy pojawia się Sebastian, zamieszanie staje się jeszcze większe. |
| 1989 | Henryk V Henry V                                     | Wielka Brytania                               | Kenneth Branagh (na podstawie Henryka V Williama Szekspira)                                          | Kenneth Branagh                                                                          | Kinowy debiut reżyserski Branagha. Anglia i Francja na początku XV wieku. Trwa wojna stuletnia. Król Anglii Henryk V planuje objąć tron Francji. Przygotowuje się do ostatecznego starcia z królem Francji Karolem VI. Początkowo Henryk odnosi sukcesy wojenne, ale wkrótce w szeregi armii wkracza się wątpliwość. Żołnierze szybko tracą morale. W nocy przed decydującą bitwą Henryk incognito wędruje po obozie. Rankiem wygłasza pokrzepiającą mowę do swoich żołnierzy. W końcu dochodzi do bitwy pod Azincourt. Film otrzymał wiele nagród. |
| 1991 | Umrzeć powtórnie Dead Again                          | Stany Zjednoczone                             | Scott Frank                                                                                          | Kenneth Branagh Emma Thompson                                                            | Detektyw Mike Church jest jednym z najlepszych ludzi w swoim fachu w Los Angeles. Ostatnio przeżywa złą passę. Z ochotą przyjmuje zlecenie od znajomego księdza. W kościelnym domu dziecka zjawiła się tajemnicza kobieta, która nic nie mówi, ma amnezję i cierpi na koszmary senne. Mike przyjmuje zadanie. Zatrudnia hipnotyzera Franklyna Madsona. Podczas sesji kobieta cofa się pamięcią do lat czterdziestych XX wieku. Twierdzi, że w 1948 była żoną Romana Staussa, który został skazany na śmierć za... zabójstwo żony. Wkrótce na jaw wychodzą kolejne tajemnice. Zagadka się zaczyna komplikować. Podwójne role Emmy Thompson i Kennetha Branagha. |
| 1992 | Swan Song                                            | Wielka Brytania                               | Hugh Cruttwell (na podstawie Łabędziego śpiewu Antoniego Czechowa)                                   | Richard Briers sir John Gielgud                                                          | Nominacja do Oscara w kategorii: najlepszy film krótkometrażowy film aktorski. |
| 1992 | Przyjaciele Petera Peter’s Friends                   | Wielka Brytania                               | Rita Rudner Martin Bergmann                                                                          | Stephen Fry Hugh Laurie Kenneth Branagh Emma Thompson Imelda Staunton Alphonsia Emmanuel | Peter odziedziczył rodzinną posiadłość. Zaprasza do siebie swoich przyjaciół ze studiów, aby wspólnie uczcić nadchodzący Nowy Rok. Przez ostatnie 10 lat nie mieli ze sobą żadnego kontaktu. Do jego wiejskiej posiadłości przybywają: Andrew, Roger, Mary, Sarah i Maggie. Spotkanie po latach staje się dla wszystkich okazją do refleksji i weryfikacji dotychczasowych dokonań. Okazuje się, że życie boleśnie kontrastuje z ich młodzieńczymi marzeniami i ideałami. |
| 1993 | Wiele hałasu o nic Much Ado About Nothing            | Stany Zjednoczone · Wielka Brytania           | Kenneth Branagh (na podstawie Wiele hałasu o nic Williama Szekspira)                                 | Kenneth Branagh Emma Thompson Michael Keaton Denzel Washington                           | Książę Aragonii Don Pedro wraca ze zwycięskiej wojny. Tymczasem Hero i Claudio zamierzają się pobrać. Wraz z księciem postanawiają wyswatać swoich przyjaciół – Beatryce i Benedicka. Obydwoje są wrogami instytucji małżeństwa, a na dodatek nawzajem nie darzą siebie sympatią. Planom księcia i jego przyjaciół przeciwstawia się Don John, który nie chce dopuścić do zaślubin. |
| 1994 | Frankenstein Mary Shelley’s Frankenstein             | Stany Zjednoczone · Wielka Brytania · Japonia | Frank Darabont James Hart Steph Lady (na podstawie Frankensteina Mary Shelley)                       | Robert De Niro Kenneth Branagh Helena Bohnam Carter                                      | W 1794 roku załoga żeglująca pod dowództwem kp. Roberta Waltona u wybrzeży Arktyki bierze na swój pokład rozbitka. Jest nim dr Victor Frankenstein. Uratowany naukowiec opowiada załodze statku historię swojego życia. Wychował się w okolicach Genewy. Po śmierci matki wyjechał na studia medyczne do Ingolstadt. Całkowicie pochłonęła go chęć poznania tajemnic życia i śmierci. Tworzy żywą istotę, składającą się z różnych ludzkich części. Wkrótce traci kontrolę nad swoim dziełem. |
| 1995 | W środku mrocznej zimy A Midwinter’s Tale            | Wielka Brytania                               | Kenneth Branagh                                                                                      | Richard Briers Michael Maloney Joan Collins                                              | Niespełniony aktor Joe Harper przeżywający załamanie nerwowe, postanawia wystawić w wiejskim kościółku w wigilijny wieczór Hamleta. Nie mając pieniędzy, angażuje nieudolnych aktorów-amatorów, których jedyną zaletą jest olbrzymia chęć do gry. Wszyscy oni wyjeżdżają na prowincję, lecz opanowanie dość ekscentrycznych artystów jest zadaniem prawie niewykonalnym. Początkowe niesnaski przeradzają się wkrótce w szczere więzi przyjaźni. |
| 1996 | Hamlet                                               | Stany Zjednoczone · Wielka Brytania           | Kenneth Branagh (na podstawie Hamleta Williama Szekspira)                                            | Kenneth Branagh Kate Winslet Julie Christie Derek Jacobi                                 | Jedyna pełnotekstowa – trwająca prawie 4 godziny – adaptacja dramatu Williama Szekspira, przeniesiona w XIX wiek. Po śmierci króla Hamleta jego żona, królowa Gertruda wychodzi za mąż za Klaudiusza – brata zmarłego. Ten obejmuje pusty tron Danii. Do kraju ze studiów wraca książę Hamlet. Jest zrozpaczony śmiercią ojca i postępowaniem matki. Niebawem na zamku pojawia się duch króla Hamleta. Zjawa władcy nakłania syna, aby pomścił jego śmierć. Wkrótce Hamlet poznaje straszną prawdę. |
| 2000 | Stracone zachody miłości Love’s Labour’s Lost        | Francja · Kanada · Stany Zjednoczone          | Kenneth Branagh (na podstawie Straconych zachodów miłości Williama Szekspira)                        | Kenneth Branagh Alessandro Nivola Alicia Silverstone Natascha McElhone                   | Adaptacja komedii Szekspira zrealizowana w formie musicalu. Rok 1939. Królestwo Navarry. Władca tego państwa nakłania swoich przyjaciół: Berowne’a, Longaville’a i Dumaine’a, aby złożyli wraz z nim przysięgę. Odtąd najbliższe trzy lata mają poświęcić wyłącznie na studiowaniu, poszczeniu jeden dzień w tygodniu, spaniu trzy godziny na dobę i braku spotkań z kobietami. Wkrótce na zamek przybywa piękna francuska księżniczka w otoczeniu swych równie pięknych dwórek. Mężczyźni stają przed poważną próbą. |
| 2003 | Listening                                            | Wielka Brytania                               | Kenneth Branagh                                                                                      | Paul McGann Frances Barber                                                               | Film krótkometrażowy. Uczestnik konkursu międzynarodowego 43. Krakowskiego Festiwalu Filmowego. |
| 2006 | Jak wam się podoba As You Like It                    | Stany Zjednoczone · Wielka Brytania           | Kenneth Branagh (na podstawie Jak wam się podoba Williama Szekspira)                                 | Bryce Dallas Howard Kevin Kline                                                          | Akcja komedii Szekspira została przeniesiona na koniec XIX wieku. Rosalinda jest córką księcia Seniora (skazanego na banicję) i mieszka u księcia Fredericka (który jest bratem księcia Seniora i zagarnął jego księstwo), gdzie jest wychowywana razem ze swoją kuzynką Celią (córką księcia Fredericka), która jest jej dobrą przyjaciółką. Rosalinda zakochuje się w młodym mężczyźnie o imieniu Orlando. Zaraz potem zostaje wygnana z księstwa i musi uciekać w przebraniu mężczyzny (od tego momentu nazywa się Genymede). Wraz z nią uciekają Celia i Touchstone (nadworny błazen). Gdy już przedostają się do lasu wpadają na Orlanda ze jego świtą, który ucieka przed swoim starszym bratem. Od tego momentu zaczyna się skomplikowana przygoda, w której przebrana Rosalinda próbuje odkryć co jej ukochany do niej czuje i zdobyć jego serce przy pomocy Ganymede’a. |
| 2006 | Czarodziejski flet The Magic Flute                   | Francja · Wielka Brytania                     | Kenneth Branagh Stephen Fry (na podstawie opery Czarodziejski flet Mozarta z librettem Schikanedera) | Joseph Kaiser Benjamin Davis Lyubov Petrova René Pape                                    | Na ziemie Królowej Nocy wchodzi przypadkiem Książę Tamino. Spotyka tam pokrytą piórami postać nadwornego ptasznika, Papagena, a Trzy Damy pokazują mu portret córki Królowej Nocy, Paminy. Sama władczyni prosi go o uwolnienie księżniczki, więzionej przez maga Sarastra. W nagrodę obiecuje mu jej rękę. Książę zgadza się na propozycję królowej. Otrzymuje od niej w darze czarodziejski flet – magiczny instrument chroniący przed wszelkimi niebezpieczeństwami. |
| 2007 | Pojedynek Sleuth                                     | Stany Zjednoczone                             | Kenneth Branagh Harold Pinter                                                                        | Michael Caine Jude Law                                                                   | Andrew Wyke to starzejący się autor poczytnych kryminałów. Zaprasza on do swojej wiejskiej rezydencji bezrobotnego, młodego aktora pochodzenia włoskiego, Milo Tindle’a, który ma romansuje z jego żoną. Pisarz wciąga mężczyznę w grę, w której stawką są klejnoty o wartości wielu milionów dolarów. |
| 2011 | Thor                                                 | Stany Zjednoczone                             | Ashley Miller Zack Stentz Don Payne                                                                  | Chris Hemsworth Natalie Portman Tom Hiddleston                                           | Odyn skazuje swojego syna Thora na wygnanie. Zabiera mu boskie moce i zmusza do życia wśród ludzi. |
| 2015 | Kopciuszek                                           | Stany Zjednoczone                             | Chris Weitz                                                                                          | Lily James Richard Madden Cate Blanchett                                                 | Film wytwórni Walt Disney Pictures inspirowany filmem animowanym z 1950 roku. |
| 2017 | Morderstwo w Orient Expressie                        | Stany Zjednoczone                             | Michael Green                                                                                        | Kenneth Branagh                                                                          | |
| 2019 | Artemis Fowl                                         | Stany Zjednoczone                             | Michael Goldenberg Adam Kline Conor McPherson (na podstawie serii Artemis Fowl Eoina Colfera)        | Ferdia Shaw Lara McDonnell Judi Dench Josh Gad Nonso Anozie                              | |
| 2021 | Belfast                                              | Wielka Brytania                               | Kenneth Branagh                                                                                      | Jude Hill Caitriona Balfe Jamie Dornan Ciarán Hinds Judi Dench                           | Wydarzenia z 1969 roku w rodzinnym mieście reżysera z perspektywy dziecka na tle konfliktu w Irlandii Północnej. Młody Buddy przeżywa swoje szczęśliwe dzieciństwo, które jest zakłócane przez problemy finansowe swojej protestanckiej rodziny, która nie przyłącza się do prześladowania katolików w dzielnicy w której mieszka. |

### Scenarzysta
- Henryk V (Henry V, 1989)
- Wiele hałasu o nic (Much Ado About Nothing, 1993)
- W środku mrocznej zimy (A Midwinter’s Tale, 1995)
- Hamlet (1996)
- Stracone zachody miłości (Love’s Labour’s Lost, 2000)
- Listening (2003)
- Jak wam się podoba (As You Like It, 2006)
- Czarodziejski flet (The Magic Flute, 2006)
- Belfast (2021)

### Producent
- Przyjaciele Petera (Peter’s Friends, 1992)
- Wiele hałasu o nic (Much Ado About Nothing, 1993)
- Stracone zachody miłości (Love’s Labour’s Lost, 2000)
- Jak wam się podoba (As You Like It, 2006)
- Pojedynek (Sleuth, 2007)
- Wallander (2008)

## Nagrody
| Rok                  | Nagroda                                                        | Kategoria                                        | Film                   | Wynik     |
| -------------------- | -------------------------------------------------------------- | ------------------------------------------------ | ---------------------- | --------- |
| 1988                 | BAFTA                                                          | Aktor telewizyjny                                | Koleje wojny           | Nominacja |
| 1989                 | Nagroda Stowarzyszenia Nowojorskich Krytyków Filmowych (NYFCC) | Debiut reżyserski                                | Henryk V               | Zwycięzca |
| 1990                 | Oscar                                                          | Aktor pierwszoplanowy                            | Henryk V               | Nominacja |
| 1990                 | Oscar                                                          | Reżyser                                          | Henryk V               | Nominacja |
| 1990                 | BAFTA                                                          | Aktor pierwszoplanowy                            | Henryk V               | Nominacja |
| 1990                 | Felix                                                          | Europejski aktor roku                            | Henryk V               | Zwycięzca |
| 1990                 | Felix                                                          | Europejski reżyser roku                          | Henryk V               | Zwycięzca |
| 1990                 | Felix                                                          | Młody europejski film roku                       | Henryk V               | Zwycięzca |
| 1992                 | Złoty Niedźwiedź                                               | Konkurs główny                                   | Umrzeć powtórnie       | Nominacja |
| 1993                 | Oscar                                                          | Krótkometrażowy film aktorski                    | Swan Song              | Nominacja |
| 1993                 | Złota Palma                                                    | Konkurs główny                                   | Wiele hałasu o nic     | Nominacja |
| 1994                 | Independent Spirit                                             | Film                                             | Wiele hałasu o nic     | Nominacja |
| 1995                 | Złoty Lew                                                      | Konkurs główny                                   | W środku mrocznej zimy | Nominacja |
| 1995                 | Saturn                                                         | Aktor                                            | Frankenstein           | Nominacja |
| 1996                 | Aktor                                                          | Aktor drugoplanowy                               | Otello                 | Nominacja |
| 1997                 | Oscar                                                          | Scenariusz adaptowany                            | Hamlet                 | Nominacja |
| 2000                 | Złota Malina                                                   | Aktor drugoplanowy                               | Bardzo dziki zachód    | Nominacja |
| 2001                 | Emmy                                                           | Aktor w miniserialu lub filmie telewizyjnym      | Ostateczne rozwiązanie | Zwycięzca |
| 2002                 | Złoty Glob                                                     | Aktor w miniserialu lub filmie telewizyjnym      | Ostateczne rozwiązanie | Nominacja |
| 2002                 | AFI                                                            | Aktor roku w filmie telewizyjnym lub miniserialu | Ostateczne rozwiązanie | Nominacja |
| 2002                 | Emmy                                                           | Aktor w miniserialu lub filmie telewizyjnym      | Shackleton             | Nominacja |
| 2005                 | Emmy                                                           | Aktor w miniserialu lub filmie telewizyjnym      | Warm Springs           | Nominacja |
| 2005                 | Satelita                                                       | Aktor w miniserialu lub filmie telewizyjnym      | Warm Springs           | Nominacja |
| 2006                 | Złoty Glob                                                     | Aktor w miniserialu lub filmie telewizyjnym      | Warm Springs           | Nominacja |
| 2006                 | Aktor                                                          | Aktor w filmie telewizyjnym lub miniserialu      | Warm Springs           | Nominacja |
| 2007                 | Złoty Lew                                                      | Konkurs główny                                   | Pojedynek              | Nominacja |
| 2007                 | Lew Queer                                                      | Wyróżnienie specjalne                            | Pojedynek              | Zwycięzca |
| (Źródło: filmweb.pl) |                                                                |                                                  |                        |           |